# ベンド (オレゴン州)
ベンド（Bend）は、アメリカ合衆国オレゴン州デシューツ郡の都市。人口は9万9178人（2020年）。デシューツ郡郡庁所在地でベンド都市圏の中心都市。ベンドという名称は、デシューツ川の数少ない浅瀬の周辺を指して、初期の入植者が用いた「フェアウェル・ベンド Farewell Bend」という呼称に由来する。
ベンドの東方にあるグレートベイスン・ハイデザード高原にはカスケード山脈ポンデローサ松の樹林帯が広がり、ビャクシン、ヤマヨモギが生え、水はほとんど無い。ベンドは現在、マウンテンバイク、魚釣り、ハイキング、キャンプ、ロッククライミング、ラフティング、スキー、ゴルフといった多くのスポーツで賑わう町として知られている。

## 歴史

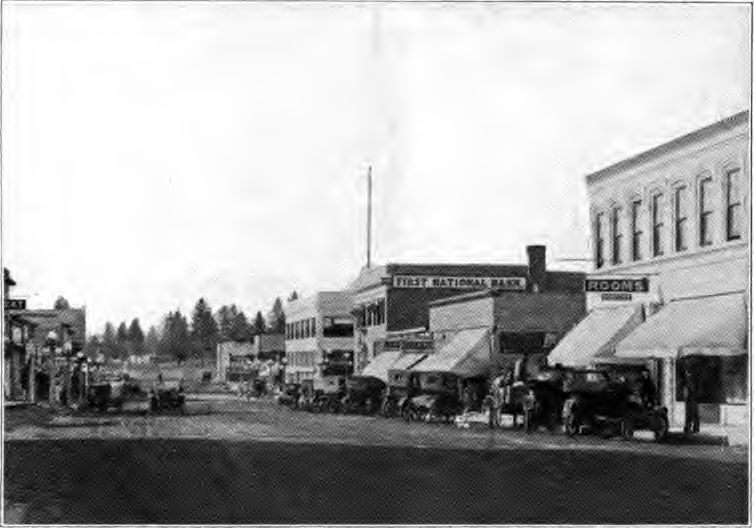
1920年頃のダウンタウン

1824年まで、ベンドは狩猟釣魚を主とする先住民にしか知られていない土地だった。同年、ピーター・スキーン・オグデン率いる毛皮狩猟団がこの地を訪れた。その後には、ジョン・C・フレモント、ジョン・ストロング・ニューベリー、その他の陸軍測量隊が訪れた。当時の西を目指す開拓者たちはこの地を通り、デシューツ川をフェアウェル・ベンドの浅瀬を歩いて渡った。
事実上の入植が行われたのは1900年代初頭にアレクサンダー・M・ドレイクがパイロットビュート開発会社を設立してからである。小さな集落がデシューツ川のベンドの周辺で発達し、1904年にその共同体の住民300人の投票によって法人化した。1905年1月4日、法人化自治体として第1回の公式会議が行われ、A・H・グッドウィリーが初代市長に選出された。12年後、クルック郡からデシューツ郡が独立する形で成立し、ベンドが郡庁所在地に指定された。1929年、管理協議会の行政方式を採用した。
初期の集落はフェアウェル・ベンドとして知られた。

## 地理

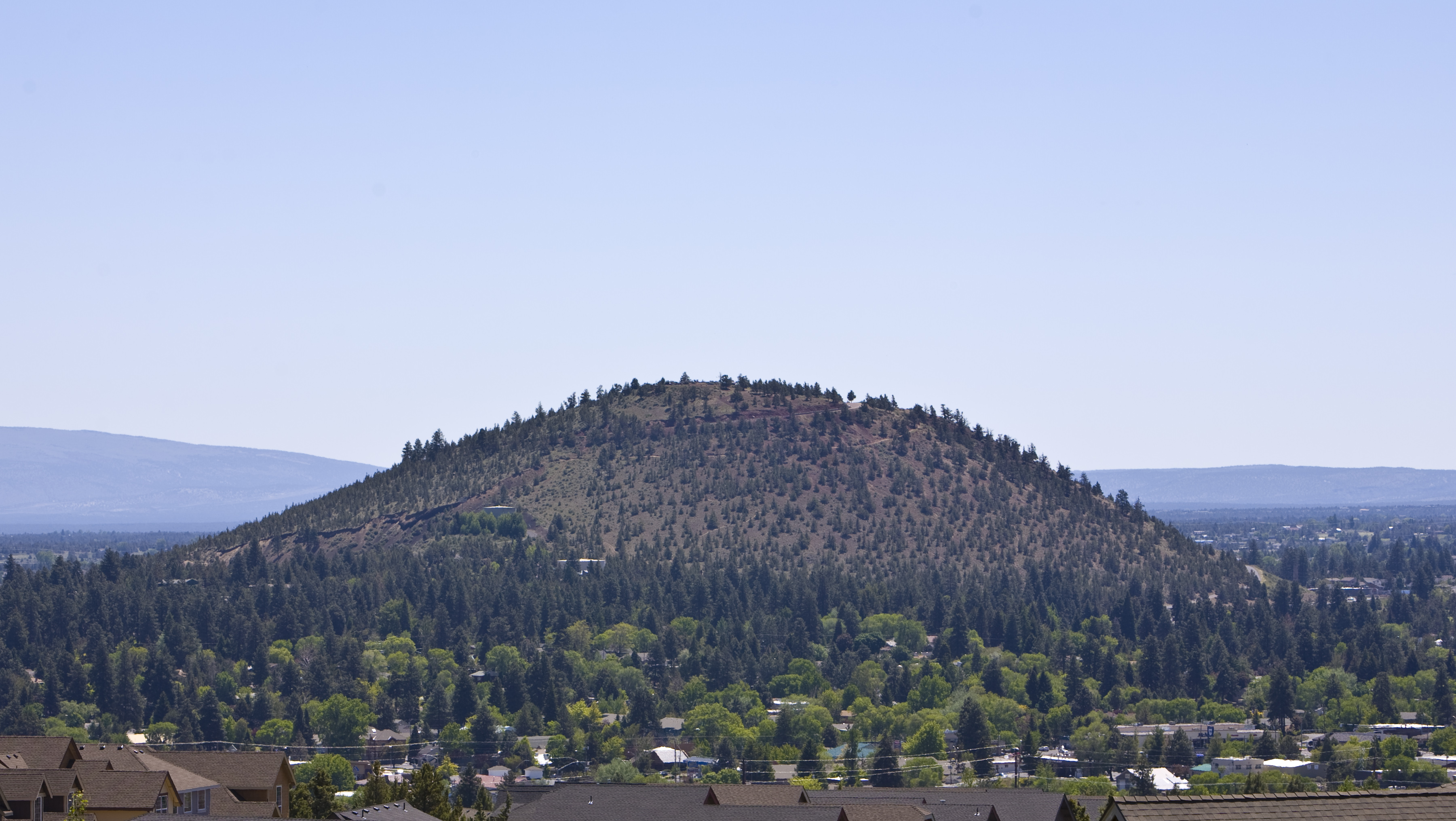
パイロットビュート

アメリカ合衆国国勢調査局の調べによると、ベンドの総面積は83.5 km² (32.2 mi²)で、そのうち82.9 km² (32.0 mi²)が陸地、0.6 km² (0.2 mi², 0.68%)が水地である。市内にはパイロットビュート州立公園（Pilot Butte State Park）があり、国道20号線が通っている。ベンドの南方にはニューベリー国定火山公園（Newberry National Volcanic Monument）が存在し、国道97号線が通っている。ベンドは北緯44度3分23秒西経121度18分29秒(44.056434, -121.308085)に位置する。標高は3,623フィートである。

## 人口動静
2000年国勢調査で、この都市は人口52,029人、21,062世帯、及び13,395家族が暮らしている。人口密度は627.4/km2 (1,624.8/mi2) である。271.4/km2 (702.9/mi2)の平均的な密度に22,507軒の住宅が建っている。この都市の人種的な構成は白人93.98%、アフリカン・アメリカン0.28%、先住民0.79%、アジア1.00%、太平洋諸島系0.08%、その他の人種1.75%、及び混血2.12%である。人口の4.61%はヒスパニックまたはラテン系である。
21,062世帯のうち、31.9%が18歳未満の子供と一緒に生活しており、50.2%は夫婦で生活している。9.7%は未婚の女性が世帯主であり、36.4%は結婚していない。26.1%は1人以上の独身の居住者が住んでおり、8.6%は65歳以上で独身である。1世帯の平均人数は2.42人であり、結婚している家庭の場合は、2.92人である。
この都市内の住民は24.5%が18歳未満の未成年、18歳以上24歳以下が10.2%、25歳以上44歳以下が31.1%、45歳以上64歳以下が21.9%、及び65歳以上が12.4%にわたっている。中央値年齢は35歳である。女性100人ごとに対して男性は97.1人である。18歳以上の女性100人ごとに対して男性は95.6人である。
この都市の世帯ごとの平均的な収入は40,857米ドルであり、家族ごとの平均的な収入は58,800米ドルである。男性は33,377米ドルに対して女性は25,094米ドルの平均的な収入がある。この地域の一人当たりの収入 (per capita income) は21,624米ドルである。人口の10.5%及び家族の6.9%は貧困線以下である。全人口のうち18歳未満の13.8%及び65歳以上の5.8%は貧困線以下の生活を送っている。

## 経済
観光はベンドの最も重要な産業の一つである。バッチェラー山スキー場にはオレゴン州、ワシントン州、カリフォルニア州の各地から観光客が訪れる。近くのカスケード湖も重要な観光名所となっている。スキーの滑降やクロスカントリー、ハイキング、自転車、ラフティング、ゴルフ、キャンプ、魚釣り、ピクニック、ロッククライミング、遊覧などのレクレーション活動が盛んである。
ベンドは同地の地ビール会社としては最大のデシューツ・ブルワリーが拠点を置いている。2004年から、ベンド映画祭の開催地となっている。
2005年の調べによると、ベンドの経済統計は5つの産業カテゴリーから構成される。内訳は観光（従業員数：7,772人）、保健医療・社会業務（6,062人）、専門的科学技術業務（1,893人）、木製品製造業（1,798人）、娯楽および交通設備（1,065人）。
近年のベンドの急速な経済成長は、退職後の移住地としての魅力にもよる。急速な人口増加はセントラル・オレゴン・ランドウォッチやオレゴン・ソリューションズといった組織を育んだ。

### 主要企業
2005年現在、地域従業員数による上位20企業(EDCO, 2005)は次の通りである。
1. セント・チャールズ医療センター（従業員数：2,237人）
2. ブライト・ウッド・コーポレーション（1,466人）
3. レス・シュワブ・タイヤセンター（1,142人）
4. サンリバー・リゾート（870人 季節限定）
5. マウント・バッチェラー（750人 季節限定）
6. T-モバイル（674人）
7. ビーバー・モーター・コーチズ（654人）
8. iSKY（625人）
9. クリア・パイン・モールディングズ（597人）
10. JELD-WEN ウインドウ&ドアーズ（521人）
11. イーグル・クレスト・パートナーズ（500人 季節限定）
12. セーフウェイ（490人）
13. ナイフ・リバー・コーポレーション（元ハップ・テイラー・アンド・サンズ）（465人）
14. ベンド・メモリアル・クリニック（460人）
15. コロンビア・エアクラフト・マニュファクチャリング（447人）
16. ウォルマート（445人）
17. フレッドマイヤー（411人）
18. ウッドグレイン・ミルワーク（365人）
19. ブラック・ビュート・ランチ（350人）
20. カニータ（350人 季節限定）

その他、次の企業が含まれる。
- American Licorice Company
- デシューツ・ブルワリー
- エッジ・ワイヤレス
- レベレージ・ファクトリー
- ソニー・コンピュータエンタテインメント

## 教育
ベンドの公立学校はベンド・ラパイン公立学校区が管理している。高等学校（9～12年生）が4校（マウンテンビュー高等学校、マーシャル高等学校、ベンド高等学校、サミット高等学校）、中学校（6年生～8年生）が4校（カスケード中学校、パイロットビュート中学校、ハイデザート中学校、スカイビュー中学校）、小学校（5年生以下）が12校、マグネット・スクールが3校ある。ベンドにはいくつかの私立学校も存在し、Seven Peaks and St. Frances of Assisi（幼稚園～8年生）、Morningstar Christian and Trinity Lutheran（幼稚園～12年生）などが含まれる。高等教育機関としては、2年制のセントラル・オレゴン・コミュニティ・カレッジ（COCC）、4年制のオレゴン州立大学カスケーズキャンパスが存在する。

## 気候

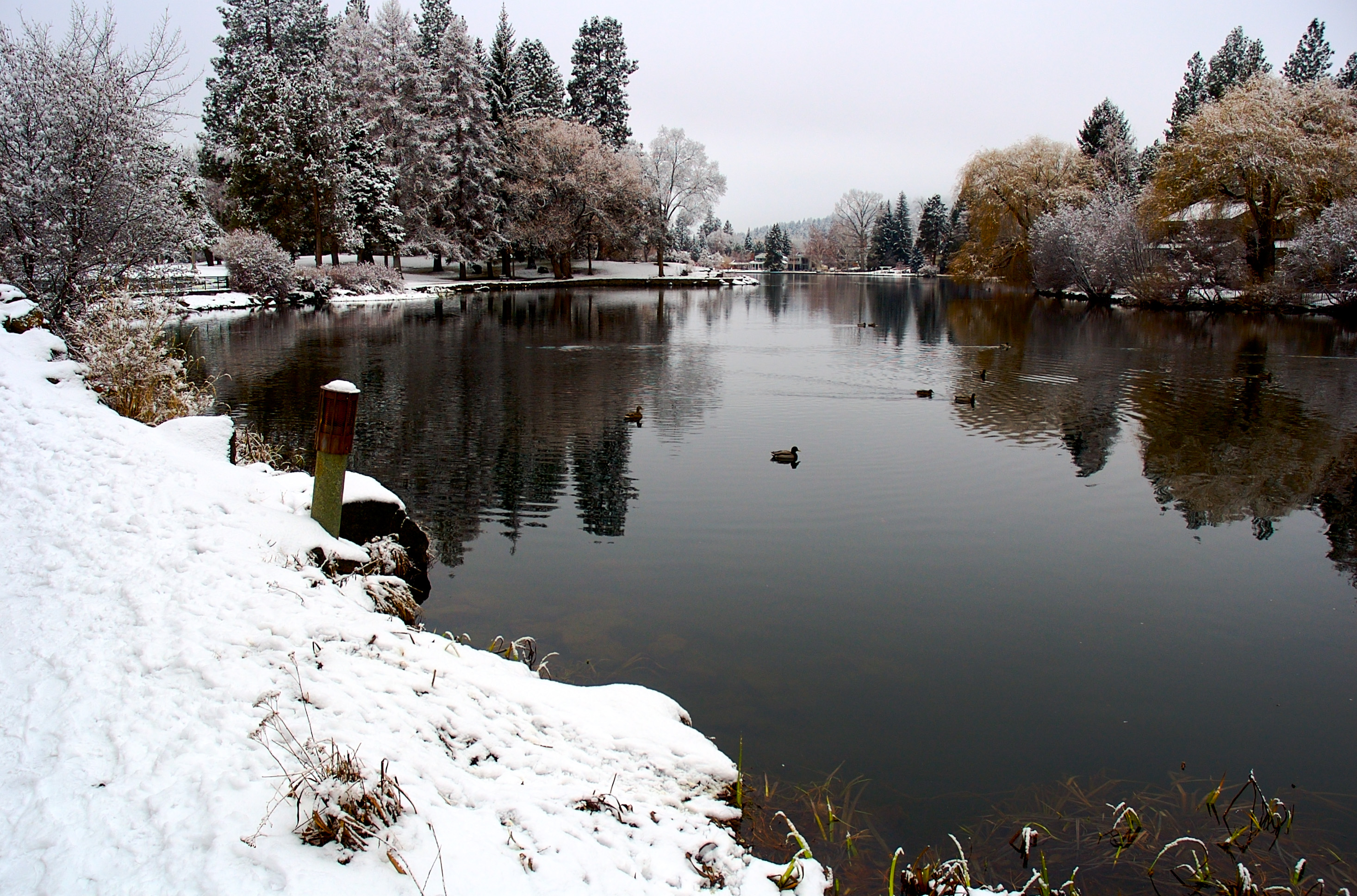
冬のドレイク公園

ベンドの気候は快晴が続き夜に冷え込む典型的なハイデザートのものである。年間雨量は平均で10-13インチで、この値は34インチの平均降雪量の一部である。冬季のベンドの日中平均気温は華氏30度台～50度台である。夜間の気温は華氏22度～51度の間を変化する。
夏季の中部オレゴンでは典型的なものだが、日中の気温が華氏80度台～90度台に達し、夜間になると華氏40度台～50度台まで冷え込む。夏季の硬霜は未だ報告されていない。通常、秋季は日中は暖かく乾燥しており、夜間になると冷え込む。ベンドは一年中小春日和に恵まれることで知られる。
| ベンド (オレゴン州) (1981–2010 平年値)の気候 | ベンド (オレゴン州) (1981–2010 平年値)の気候 | ベンド (オレゴン州) (1981–2010 平年値)の気候 | ベンド (オレゴン州) (1981–2010 平年値)の気候 | ベンド (オレゴン州) (1981–2010 平年値)の気候 | ベンド (オレゴン州) (1981–2010 平年値)の気候 | ベンド (オレゴン州) (1981–2010 平年値)の気候 | ベンド (オレゴン州) (1981–2010 平年値)の気候 | ベンド (オレゴン州) (1981–2010 平年値)の気候 | ベンド (オレゴン州) (1981–2010 平年値)の気候 | ベンド (オレゴン州) (1981–2010 平年値)の気候 | ベンド (オレゴン州) (1981–2010 平年値)の気候 | ベンド (オレゴン州) (1981–2010 平年値)の気候 | ベンド (オレゴン州) (1981–2010 平年値)の気候 |
| 月                                           | 1月                                          | 2月                                          | 3月                                          | 4月                                          | 5月                                          | 6月                                          | 7月                                          | 8月                                          | 9月                                          | 10月                                         | 11月                                         | 12月                                         | 年                                           |
| -------------------------------------------- | -------------------------------------------- | -------------------------------------------- | -------------------------------------------- | -------------------------------------------- | -------------------------------------------- | -------------------------------------------- | -------------------------------------------- | -------------------------------------------- | -------------------------------------------- | -------------------------------------------- | -------------------------------------------- | -------------------------------------------- | -------------------------------------------- |
| 最高気温記録 °C （°F）                       | 19 (67)                                      | 24 (76)                                      | 28 (83)                                      | 34 (93)                                      | 34 (93)                                      | 38 (100)                                     | 40 (104)                                     | 41 (106)                                     | 38 (100)                                     | 33 (91)                                      | 25 (77)                                      | 21 (69)                                      | 41 (106)                                     |
| 平均最高気温 °C （°F）                       | 5.1 (41.1)                                   | 6.8 (44.3)                                   | 10.6 (51.0)                                  | 13.7 (56.7)                                  | 18.1 (64.6)                                  | 22.4 (72.3)                                  | 27.5 (81.5)                                  | 27.4 (81.3)                                  | 23.1 (73.5)                                  | 16.6 (61.9)                                  | 8.5 (47.3)                                   | 4.1 (39.4)                                   | 15.32 (59.58)                                |
| 平均最低気温 °C （°F）                       | −4.3 (24.3)                                  | −4.3 (24.2)                                  | −2.5 (27.5)                                  | −0.9 (30.4)                                  | 2.4 (36.3)                                   | 5.5 (41.9)                                   | 8.6 (47.5)                                   | 7.9 (46.3)                                   | 4.2 (39.5)                                   | 0.4 (32.8)                                   | −2.3 (27.9)                                  | −5.2 (22.7)                                  | 0.79 (33.44)                                 |
| 最低気温記録 °C （°F）                       | −32 (−26)                                    | −32 (−26)                                    | −25 (−13)                                    | −13 (8)                                      | −12 (11)                                     | −6 (21)                                      | −3 (27)                                      | −6 (22)                                      | −11 (12)                                     | −18 (0)                                      | −26 (−14)                                    | −32 (−25)                                    | −32 (−26)                                    |
| 降水量 mm （inch）                           | 36.8 (1.45)                                  | 28.7 (1.13)                                  | 18.3 (.72)                                   | 17.8 (.70)                                   | 22.4 (.88)                                   | 19.6 (.77)                                   | 14 (.55)                                     | 12.2 (.48)                                   | 10.4 (.41)                                   | 15.2 (.60)                                   | 35.3 (1.39)                                  | 54.4 (2.14)                                  | 284.7 (11.21)                                |
| 降雪量 cm （inch）                           | 16 (6.3)                                     | 14.2 (5.6)                                   | 2.8 (1.1)                                    | 1 (.4)                                       | 0 (0)                                        | 0 (0)                                        | 0 (0)                                        | 0 (0)                                        | 0 (0)                                        | 0.5 (.2)                                     | 6.1 (2.4)                                    | 19.6 (7.7)                                   | 60.5 (23.8)                                  |
| 平均降水日数                                 | 8.9                                          | 8.0                                          | 6.5                                          | 6.4                                          | 5.6                                          | 4.6                                          | 3.1                                          | 2.8                                          | 3.1                                          | 4.2                                          | 8.8                                          | 9.8                                          | 71.7                                         |
| 平均降雪日数                                 | 3.6                                          | 3.3                                          | 1.1                                          | .4                                           | 0                                            | 0                                            | 0                                            | 0                                            | 0                                            | .2                                           | 1.9                                          | 4.2                                          | 14.6                                         |
| 出典：NOAA (extremes 1901–present)           |                                              |                                              |                                              |                                              |                                              |                                              |                                              |                                              |                                              |                                              |                                              |                                              |                                              |

## 名所

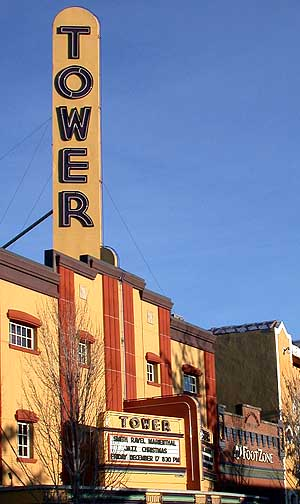
ヒストリック・タワー・シアター

- ハイデザート博物館
- タワー・シアター

## スポーツ
西海岸大学野球リーグのベンド・エルクスがヴィンス・ジェンナ・スタジアムに拠点を置いている。また、インターナショナル・バスケットボール・リーグのセントラルオレゴン・ホットショッツが拠点を置いている。セントラルオレゴン・スティールヘッダーズは、プレミア・アリーナ・サッカー・リーグのノースウェスト・カンファレンスの強豪で、ベンドのセントラルオレゴン・インドア・サッカーセンターを使用している。
ベンドはプロのクロスカントリー・スキーチーム、XCオレゴンの本拠地でもあり、地域大会から国際大会まで幅広い活動を行っている。トップチームメンバーにコリン・マフッド、エヴェリン・ドン、ブレイトン・オスグッド、ザック・ヴァイオレット、マーシャル・グリーンがいる。
ベンドの高校スポーツチームに、サミット・ストーム、ベンドシニアハイ・ラーヴァベアズ、マウンテンビュー・クーガーズがある。

## 交通

### 空港
最寄の民間航空用空港はベンドから18マイル北方、レドモンドに位置するロバーツフィールド空港である。一般航空用空港としては5マイル北東方にベンド市空港（KBDN）がある。

### バス
ベンドはかつて、ミシシッピ川以西で公共バスシステムを持たない唯一の都市圏であった。交通区域を設ける法案で作られたことがあり、2004年11月に投票が行われたが、53%対41%で否決された。その後の2006年には財政支援に恵まれ、同年の9月27日からベンド・エリア・トランジット（B.A.T.）バスサービスが限られた区域で運行を開始した。

## メディア

### テレビ
- KTVZ 21 (NBC)
- KFXO-LP 39 (FOX)
- KOHD 51 (ABC)
- KTVZ-CW (CW)
- KTVZ-TM (Telemundo)
- COTV 11 (Resort Sports Network)

### ラジオ
- KQAK-FM (105.7MHz)

### 新聞
- Bend Bulletin
- Bend Weekly
- The Source Weekly

### 定期刊行物
- Bend Living

## 著名な居住者
- シャノン・ベックス - 音楽グループ「ダニティ・ケイン」のメンバー
- ドリュー・ブレッドソー - NFL選手[7]
- ジョン・フォガーティ - GAINSCO/Blackhawk Racingのレーサー
- ジェレ・ギリス - 元NHL選手
- デイヴ・ハント - 作家
- ライアン・ロングウェル - NFL選手[7]
- ゲリー・ロペス - サーファー
- ベッキー・スコット - 2002年度オリンピック金メダリスト（クロスカントリー）
- デイヴィッド・ストライアー - ホロコースト難民を乗せた船ストルマに対する攻撃の唯一の生存者
- クリス・ホーナー - ロードレーサー
- コンラッド・ストルツ - World Xterraオフロード・トライアスロン・チャンピオンを2回受賞した運動選手。夏季にベンドに在住。

## 姉妹都市
- 豊田市 (日本国 中部地方 愛知県) - 旧藤岡町と姉妹提携締結[8][9]
- コンデガ（ニカラグア共和国 エステリ県）[10]
- ムザファラバード（パキスタン･イスラム共和国 アザド･カシミール州）[11][12]
- ベッルーノ（イタリア共和国 ヴェネト州）[13][14]